# 池田隆一
池田 隆一（いけだ りゅういち、1944年11月1日 - ）は、日本の政治家。小樽市議会議員（1期）、衆議院議員（1期）、北海道議会議員（3期）を務めた。

## 略歴
北海道小樽市に生まれる。小樽市立手宮小学校、小樽市立末広中学校、北海道小樽桜陽高等学校、北海道教育大学札幌校を卒業後、小中学校で教師を24年間務めた。また、北海道教職員組合小樽支部役員を務めた。
1991年の統一地方選挙で小樽市議会議員選挙に立候補して当選。1993年に小林恒人衆議院議員の引退に伴い日本社会党公認で第40回衆議院議員総選挙に北海道教職員組合組織内候補として北海道第1区から立候補し、当時北海道知事だった横路孝弘からも全面的な支援を受けて初当選（同区で社会党現職伊東秀子や公明党新人長内順一や日本新党公認新党さきがけ推薦の新人荒井聰も横路の支援を受け当選）。日本民主教育政治連盟に所属。
1996年、社民党を離党して旧民主党結党に参加し、第41回衆議院議員総選挙において北海道第4区から立候補したが、自由民主党の佐藤静雄に敗れて落選した。2000年、民主党公認で第42回衆議院議員総選挙において再度北海道第4区から立候補したが再び佐藤に敗れ落選。
2003年4月の統一地方選挙北海道議会議員選挙に民主党公認で小樽市選挙区から立候補し当選、同年11月の第43回衆議院議員総選挙では4区では鉢呂吉雄を支援し、鉢呂は佐藤を破った。2007年・2011年の選挙でも道議として再選。2015年道議選に出馬せず政界引退。